# جانی برک
جانی برک (انگلیسی: Johnny Burke؛ ‏ ۳ اکتبر ۱۹۰۸ – ۲۵ فوریهٔ ۱۹۶۴) ترانه‌سرای برجستهٔ اهل ایالات متحده آمریکا بود که بین سال‌های ۱۹۲۶ تا ۱۹۶۴ میلادی فعالیت می‌کرد. او را یکی از بهترین ترانه‌سرایان عامیانهٔ آمریکا، مابین دههٔ ۲۰ تا ۵۰ میلادی می‌دانند.
او در سال ۱۹۴۴ میلادی، بابت سرودن یکی از ترانه‌های فیلم «به راه خود می‌روم» (با اجرای بینگ کرازبی) برندهٔ جایزه اسکار بهترین ترانه شد.